# Imma Be
Imma Be è un singolo del gruppo musicale statunitense The Black Eyed Peas, pubblicato il 15 dicembre 2009 come quarto estratto dal quinto album in studio The E.N.D..

## Descrizione
Il brano è stato originariamente scelto dalla band come primo singolo promozionale a maggio in attesa dell'uscita dell'album. Si tratta di una midtempo prodotta da Will.i.am, la cui caratteristica principale è la variazione di ritmo che inizia nella seconda parte della canzone. Questo elemento caratterizza anche la maggior parte degli altri brani dell'album. Il pezzo è stato accostato da molte riviste e critici musicali al loro singolo My Humps a causa della continua ripetizione del titolo della canzone; tra queste riviste c'è Vibe che l'ha definita la «My Humps del 3008».

## Video musicale
Il videoclip, girato il 13 gennaio 2010, è uscito sotto il titolo Imma Be Rocking That Body, in quanto include anche il successivo singolo Rock That Body.
Esso inizia con will.i.am che in uno studio mostra agli altri componenti la sua invenzione: una macchina in grado di cantare e rappare al posto di un cantante in carne ed ossa. Mentre will.i.am è molto entusiasta della creazione, Fergie non è molto convinta e dopo una discussione con l'amico abbandona lo studio dicendo "Non siamo robot!". Innervosita, monta sulla sua moto, parte ad alta velocità ma dopo pochi km cade a terra. Da lì parte la canzone Imma Be e troviamo Fergie nel deserto che fugge da un robot gigante. Si rifugia in un pub dove trova will.i.am che la porta via grazie ad un'autovettura alquanto futuristica. I due, sempre inseguiti dal robot, incontrano apl.de.ap e Taboo che, dopo uno scontro con il robot era stato tagliato a metà al busto. Gli amici lo aiutano a ricomporsi e si teletrasportano tutti insieme nella città. Da qui inizia la canzone Rock That Body.
Nel video sono presenti dei ballerini vestiti da casse audio.

## Tracce
CD promozionale (Stati Uniti)
1. Imma Be (Short Version) – 2:34
2. Imma Be (Clean Radio Edit) – 3:53
3. Imma Be (Super Clean Radio Edit) – 3:53

CD promozionale (Regno Unito)
1. Imma Be (Super Clean Radio Edit) – 3:53
2. Imma Be (Album Version) – 4:18
3. Imma Be (Wolfgang Gartner Remix) – 6:28
4. Imma Be (Danger Olympic Remix) – 4:36
5. Imma Be (Poet Named Life/DJ Ammo Remix) – 4:46

CD singolo (Europa)
1. Imma Be (Album Version) – 4:18
2. Imma Be (Wolfgang Gartner Remix) – 6:28

## Classifiche
| Classifica (2009/10) | Posizione massima |
| -------------------- | ----------------- |
| Australia            | 7                 |
| Canada               | 5                 |
| Regno Unito          | 129               |
| Stati Uniti          | 1                 |
| Stati Uniti (pop)    | 5                 |